# Peter F. Hamilton
Peter F. Hamilton (Rutland, 2 marzo 1960) è un autore di fantascienza inglese.
L'autore è principalmente noto per L'alba della notte, un ciclo di space opera che descrive una minaccia che si abbatte sull'umanità in un lontano futuro.

## Biografia
Peter F. Hamilton è nato a Rutland, in Inghilterra, il 2 marzo 1960. Non ha frequentato l'università. Ha detto in un'intervista: "Ho studiato scienze a scuola fino all'età di diciott'anni, a sedici anni ho smesso di studiare l'inglese, la letteratura, di scrivere, in quei tempi semplicemente non ero interessato."
Dopo aver iniziato a scrivere nel 1987, ha venduto la sua prima short story al Fear Magazine nel 1988. Il suo primo romanzo, Mindstar Rising, fu pubblicato nel 1993, seguito da A Quantum Murder e The Nano Flower. In seguito, ha scritto una gigantesca space opera, intitolata L'alba della notte. Ha scritto anche la trilogia Void e la saga Commonwealth. Nel 2008, viveva ancora a Rutland, vicino a Rutland Water, con sua moglie Kate, sua figlia Sophie, e suo figlio Felix. Dal 2018 al 2020 ha pubblicato una nuova trilogia di libri, chiamata Salvation Sequence, ambientata in un nuovo universo.

## Opere

### Trilogia di Greg Mandel
- Mindstar Rising (1993)
- A Quantum Murder (1994)
- The Nano Flower (1995)

### L'alba della notte(The Night's Dawn Trilogy)
- La crisi della realtà (The Reality Dysfunction, 1996), pubblicato in Italia in quattro volumi su Urania:
  - La crisi della realtà 1: Emergenza!
  - La crisi della realtà 2: Attacco!
  - La crisi della realtà 3: Potere totale
  - La crisi della realtà 4: Contrattacco
- L'alchimista delle stelle (The Neutronium Alchemist, 1997), pubblicato in Italia in quattro volumi su Urania:
  - L'alchimista delle stelle 1: I morti contro i vivi
  - L'alchimista delle stelle 2: Il nemico
  - L'alchimista delle stelle 3: Collasso
  - L'alchimista delle stelle 4: Il grande conflitto
- Il dio nudo (The Naked God, 1999), pubblicato in Italia in due volumi su Urania:
  - Il dio nudo: prima parte
  - Il dio nudo: seconda parte

- Commonwealth Universe

- Misspent Youth, 2002
- Commonwealth Saga
  - Pandora (Pandora's Star, 2004), pubblicato in Italiano in due volumi:
    - Pandora, Prima Parte, Urania Jumbo 58, Agosto 2024
    - Pandora, Seconda Parte, Urania Jumbo 59, Settembre 2024

  - Pandora (Judas Unchained, 2005), pubblicato in Italiano in due volumi:
    - Pandora: Tradimento, Urania Jumbo 67, Maggio 2025
    - Pandora: Giuda, Urania Jumbo 68, Giugno 2025

- Trilogia del Vuoto
  - Il sogno del vuoto (The Dreaming Void, 2007), Urania Millemondi 51, primavera 2010
  - Il tempo del vuoto (The Temporal Void, 2008), Urania Millemondi 55, primavera 2011
  - L'evoluzione del vuoto (The Evolutionary Void, 2010), pubblicato in Italiano in due volumi:
    - L'evoluzione del vuoto/1, Urania Millemondi 60, estate 2012
    - L'evoluzione del vuoto/2, Urania Millemondi 61, autunno 2012

### Salvation Sequence
- Salvation, l'arca della salvezza (Salvation, 2018) Urania Jumbo 25, novembre 2021
- Salvation: la rovina dei mondi (Salvation lost, 2019) Urania Jumbo 30, aprile 2022
- Salvation: La fine dei tempi (Saints of salvation, 2020) Urania Jumbo 35, settembre 2022

### Altri romanzi
- Tempesta di luce (Lightstorm, 1997)
- Fallen Dragon, 2001